# Durchschnittliche Größenordnung
In der Zahlentheorie bezeichnet die durchschnittliche Größenordnung einer zahlentheoretischen Funktion eine einfachere Funktion, die „im Mittel“ dieselben Werte annimmt.

## Definition
Es sei {\displaystyle f} eine zahlentheoretische Funktion. Man sagt, die durchschnittliche Größenordnung von {\displaystyle f} ist {\displaystyle g}, wenn für {\displaystyle n\to \infty } die asymptotische Gleichheit
{\displaystyle \sum _{x\leq n}f(x)\sim \sum _{x\leq n}g(x)}
gilt. Es ist üblich, eine Näherungsfunktion zu wählen, die stetig und monoton ist. Aber auch damit ist sie keineswegs eindeutig bestimmt.

## Beispiele

Werte und durchschnittliche Größenordnung von r_{2}(n)

Werte und durchschnittliche Größenordnung von r_{4}(n)

Werte und durchschnittliche Größenordnung von r_{8}(n)

Werte und durchschnittliche Größenordnung von σ_{1}

Werte und durchschnittliche Größenordnung von ω und Ω

Die durchschnittliche Größenordnung der Quadratsummen-Funktion {\displaystyle r_{k}(n)} bestimmt man aus der Summe
{\displaystyle R_{k}(x):=\sum _{n=0}^{x}r_{k}(n)=\sum _{a_{1}^{2}+a_{2}^{2}+\dotsb +a_{k}^{2}\leq x}1}.
Das ist anschaulich die Anzahl der (ganzzahligen) Gitterpunkte in einer {\displaystyle k}-dimensionalen Kugel mit dem Radius {\displaystyle {\sqrt {x}}} und darum näherungsweise gleich dem Kugelvolumen. Genauer lässt sich (mit der Landau’schen O-Notation) rekursiv ableiten
{\displaystyle R_{k}(x)=V_{k}x^{\frac {k}{2}}+O(x^{\frac {k-1}{2}})},
wobei die Konstanten {\displaystyle V_{k}} die Volumina der {\displaystyle k}-dimensionalen Einheitskugeln sind:
{\displaystyle V_{1}=2,\;V_{2}=\pi ,\;V_{3}={\frac {4}{3}}\pi ,\;V_{4}={\frac {1}{2}}\pi ^{2},\;\dotsc }
Die durchschnittliche Größenordnung von {\displaystyle r_{k}} ist damit {\displaystyle r_{k}(n)\sim {\tfrac {k}{2}}V_{k}n^{{\tfrac {k}{2}}-1}}, also z. B. {\displaystyle r_{2}(n)\sim \pi }.

### Weitere Beispiele
- Die durchschnittliche Größenordnung der Eulerschen Phi-Funktion {\displaystyle \varphi (n)} ist {\displaystyle {\tfrac {6}{\pi ^{2}}}n}.
- Die durchschnittliche Größenordnung der Teileranzahlfunktion {\displaystyle d(n):=\sigma _{0}(n)} ist {\displaystyle \ln n}. Genauer gilt mit der Eulerschen Konstanten {\displaystyle \gamma }

{\displaystyle \sum _{x\leq n}d(x)=n\ln n+(2\gamma -1)n+O({\sqrt {n}})}.
- Die durchschnittliche Größenordnung der Teilerfunktion {\displaystyle \sigma _{k}(n)} für {\displaystyle k>0} ist {\displaystyle \zeta (k+1)\ n^{k}} mit der Riemannschen Zetafunktion {\displaystyle \zeta (s)}.
- Die durchschnittliche Größenordnung der Ordnung {\displaystyle \Omega (n)}, also der Anzahl der (nicht notwendigerweise verschiedenen) Primfaktoren von {\displaystyle n} wie auch von {\displaystyle \omega (n)} als Anzahl der verschiedenen Primfaktoren ist {\displaystyle \ln \ln n}. Genauer gilt (Satz von Hardy und Ramanujan)

{\displaystyle \sum _{x\leq n}\omega (x)=n\ln \ln n+B_{1}n+o(n)}
{\displaystyle \sum _{x\leq n}\Omega (x)=n\ln \ln n+B_{2}n+o(n)}
mit den Konstanten {\displaystyle B_{1}=0{,}26149\dots } (Mertens-Konstante) und {\displaystyle B_{2}=1{,}03465\dots }
Für beide Funktionen sind außerdem durchschnittliche und normale Größenordnung gleich.
- Der Primzahlsatz ist äquivalent zur Feststellung, dass die durchschnittliche Größenordnung der Mangoldtfunktion {\displaystyle \Lambda (n)} gleich {\displaystyle 1} ist.